# デストロ246
『デストロ246』は、高橋慶太郎による日本の漫画作品。『月刊サンデージェネックス』（小学館）にて2012年5月号から2016年5月号まで連載された。
前日譚である『デストロ016』が同誌2021年5月号より連載中。殺し屋・沙紀を主人公としている。

## 概要
現代日本を舞台に、女子高生の殺し屋同士の戦いを描くガンアクション漫画。高橋の前々作である『Ordinary±』の主要人物もレギュラーで登場しており、同作の続編と言う面も持つ。
高橋曰く「女の子ばかり描いていたいとお願いしたところ、願いが叶った漫画」「男キャラはザコしか出て来ない」とのこと。
単行本第1巻初版には、こうした高橋のコメントに編集者による「クソ凶暴な女子がメイン」という文言を足したものがキャッチコピーとして帯に掲載された。
タイトルの「246」は「にーよんろく」と読み、意味は国道246号のことで、殺し屋たちの「シマ」をイメージしている。
物語は東京で発生した殺し屋たちの闘いの経緯を、美濃芳野がレポートする形ではじまる。

## あらすじ
実業家の透野隆一は家族を毒殺され復讐のために生きるようになり、南米の麻薬組織から少女の殺し屋を2人購入した。
透野は2人に「翠」「藍」と名付け、日本に連れ帰る。来日した翠と藍は隆一の意を受けて、暴力団を次々と襲い嬲り殺しにしていく。
その過程で2人は、政府機関の殺し屋である少女「伊万里」と出会い、同じ殺し屋として強く惹かれる。
また、女子高生の暴力団組長「苺」、その同級生兼護衛である「蓮華」「南天」とも遭遇し、反発しあい、アサシンキラー（殺し屋殺し）として抗争に身をやつしてゆく。

## 登場人物

### 透野グループ
藍、翠
隆一が南米で買った2人の殺し屋少女。共に幼少時からエリート教育を施された生粋の殺し屋。生国の下から数えて2番目ほどの貧しい階層の生まれで、ある時に売春婦になるか殺し屋になるか訊かれて後者を選んだ。性行為は主人の命令であっても応じない。
知識を取り入れることで殺人に対する精神的負荷から心の均衡を保つように錯覚させるマインドセットを受けているため、大量の本を読む。隆一と日本に入国したときに学校に通うことを希望して共に4月の学年始めに私立豊穣入谷高等学校の2学年に転入、同時に東東京の暴力団や殺し屋を無差別に襲撃しながら隆一の妻子を毒殺した犯人を探し出して復讐すべく動く。
自分たちを買った主人だからというだけでなく、二人を人間として尊重し快適な生活基盤や教育を与えた隆一を個人的に慕っている。
隆一の憎悪を知らしめるように仕事をしており、ターゲットは死ぬまで拷問されるなど肉体損壊が激しくなるような方法で殺害されることが常で、伊万里には「犬」、苺には「食い散らかしっぱなし」と評される。また、同族や実力者を試したがる傾向があり、新宿で伊万里とすれ違った際はわざと殺気を醸し出して疑似的な交戦に持ち込んだ。
やがて苺からの情報提供によって、隆一が商用地の権利を巡って五角財閥とトラブルを起こし、見せしめとして沙紀という殺し屋に妻子を毒殺された事実を知ることになる。手がかりを掴んで間もなく、隆一は沙紀によって無念の内に殺されてしまうが、復讐を受け継ぐとして闘争続行を宣言する。
15社グループの会長たちを手にかけているため五角からの賞金首になっている他、学園にトラブルが飛び火する事を懸念した仙崎も伊万里に二人の始末を命じている。
隆一の死によって資金や武器弾薬、情報などの援助は受けられなくなっているうえ、彼が遺した500億の個人資産と洗脳解除のパスワードを引き継いでおり自由に生きる事も可能であったが、気が咎め独力で復讐を果たそうと決意する。
しかし、ほぼ時を同じくして伊万里の意向により五角の人間を殺害できなくなり、同時に今の実力のままでは沙紀への復讐は不可能と判断したため苺たちに接近。トーノフーズグループの人間も絡んだ組の騒動の解決に一役買ったことにより万両組から殺しの仕事を回してもらうよう事を運ぶ。
物語終盤の動乱では苺の依頼で荻窪にある芳野の自宅を襲撃しようとした火車を殲滅し、西東京総合学園に戦線を移すよう動く。
最終話ではともにカフェ・ド・ラ・ペでの会合に参加。二人とも大学に進学しており、学費は殺しの依頼で工面している。五角への復讐は継続中で、作中時間軸で開催を控えていた2020年東京五輪の施設開発に携わるグループの人間を多数殺害しており伊万里から釘を刺されている。卒業後の進路について伊万里から問われた際に「殺し屋としてあり続けることは変わらない」と答えており、復讐心や出自ゆえの生き方は揺らがないとする。
透野藍（とうの あい）
隆一から藍と言う名前をもらった長身で茶髪ロングの少女。17歳。常に笑んだような目元と口元が特徴。男子生徒によくモテている。砕けた口調だが、女性語はほとんど使わない。「ヒョヒョヒョ」または「ヒョッヒョッヒョ」という独特な笑い方をする。翠よりは世慣れており、キレやすい翠をなだめたりケムリに狙われた伊万里を反射的に救ったりと、僅かながら人間臭い所がある。
翠と常に二人一組で行動しており、50メートルほどであれば互いに距離を保ったまま自由自在に行動して連携する事が出来る。グロックシリーズの拳銃を使用。
透野翠（とうの すい）
隆一から翠と言う名前をもらった長身で黒髪ショートの少女。17歳。女子生徒から良く告白されている。口調は丁寧だが藍よりもキレやすく、特に読書の邪魔をされると無意識に不機嫌な顔になりやすい。
フラッシュライト付きのSIG SAUER P226を使用。
刃物の扱いにも心得があり、蓮華に決闘を挑まれた際は藍と共にエレベーター内で攻撃をしのぎ切り、ノベライズ版の終盤では日本刀を手に夏乃と戦い袈裟斬りや横一文字など見事な剣術を披露している。

透野隆一（とうの りゅういち）
全国規模のレストランチェーン「トーノフーズグループ」を経営する若き実業家で、女性のような容姿と穏やかな物腰の青年。犯罪組織によって妻子を毒殺されたことで絶望し、目に付いた悪党を片端から消していく事を決意。
名無しの殺し屋少女2人を南米のボス・ディアスから買い取り、彼女達に名前を与え、妻子の仇探しと殺し屋殲滅の使命を与えた。2人への支援を惜しまず、日本中のグループ傘下のビル最上階に2人のための部屋と、武器弾薬を常備させている。2人からは「優しいご主人様」と慕われている。
妻子を殺害した犯人が沙紀であることを知った矢先にサイモンを殺され、次いで自身も沙紀に殺されてしまうが、藍と翠に500億円の秘密口座を遺す。
サイモン・サイトウ
透野の片腕である日系南米人。表向きは隆一の会社で税務処理を担当しているが、人身売買のブローカーという裏の顔も持っており、隆一に翠・藍を斡旋した。標的に関する情報収集や武器弾薬の調達も行い、二人からはサイサイさんと呼ばれている。
翠・藍が沙紀の手がかりを掴んだ後、身を隠すよう二人から念押しを受けるが一向に耳を貸さず、横浜から東京への移動中に沙紀に殺される。
間村千尋（まむら ちひろ）
トーノフーズグループ専務。
隆一が遺した資産を梅花が握っていると見越し、荒事に長けた者たちを派遣して略奪を図るも失敗。秘書の三枝ともども、万両組の金づるとして辛うじて生かされる事になる。

### 伊万里と周辺人物
詳しくは『Ordinary±』の項も参照。
的場伊万里（まとば いまり）
『文部省教育施設特査』という作品中の架空部署所属の殺し屋の少女。普段は西東京総合学園に通い、本作では高校3年生になっている。かなり小柄で、藍や翠からは新宿のチビ、苺からはコロボックルと呼ばれた。大人しく無口で、髪は黒のショートカット。サプレッサー付きのベレッタM92を使用。
現在は所属部署がまともに機能しておらず、与えられる任務をこなしながらも虚しさを感じて生きている。
かつて中国の組織に殺し屋「オウル（梟）」として育てられ、驚異的な戦闘力を発揮すると共に殺しによって命を長らえるという幾重にもわたる強烈な洗脳を施された。
普段は存在さえ意識していないが、所持するコンパスが洗脳のトリガーとなっており、芳野が不意にそれに触れようとした際に彼女の手首をねじ上げナイフを突きつけて「その人に触れたら殺す」と言い放った。
「殺しを続ける」という洗脳のアンカーに相反した「普通の人になりたい」という強い願望を抱いているため生き方の均衡を崩しつつあり、矛盾する精神状態が身体にもたらす影響は多大で、頭を抱える程の頭痛や鼻血など目に見える症状が出ており、自らの意思に関係無く他者に戦いを仕掛ける事もある。
翠・藍や苺・蓮華・南天に対しては同族として共感を覚えており、梅雨のころ沙紀に会った際に、互いの力を均衡させ彼女たちが殺し合わないよう計略を巡らすとともに、そのために今まで以上に殺しの仕事に注力すると宣言した。
しかし、その事により膨大な仕事量を請け負う羽目になってしまったうえ、芳野や葉子の優しさに触れた事で精神的な矛盾も強まっていき、遂には監視役であった州央を殺害して仙崎に表立って反逆する。さらに、それと連続して紅雪と死闘を繰り広げた事により、心身共に限界が到来。紅雪を退ける事には成功するも、戦闘終了後に「ひまわり畑」の夢を見てしまい「成長」を奪われる。その後、紅雪の取りなしにより西東京総合学園まで到達。仙崎のもとまで辿り着き、彼の命を天秤にかけ、自身への過度な負担を避けるために殺しの仕事を制限するよう要望を承諾させた。
最終話では高校時代と一切変わらない容姿と服装で登場し、カフェ・ド・ラ・ペでの会合に参加。ここ数年間で他の殺し屋女子たちを凌駕する権限を手にしており、覇権を握る者として場面を始終仕切る。
会合が終了した後に葉子と落ち合い、照れ混じりに彼女と手をつないで帰途に着く。
美濃芳野（みのう よしの）
伊万里の治療を行う女闇医者。関西弁で話し、荻窪のマンションに自宅兼仕事場を構えている。
仙崎に雇われた伊万里の監視役という立場だが、心情的には伊万里の味方で年の離れた友人という仲である。
伊万里が過負荷で潰れるのは時間の問題であると見抜いており、洗脳を解いて仙崎から引き離すべく動く。ヘビースモーカーでガラムを愛煙。
伊万里の精神的支柱であるが、殺しから伊万里を遠ざけようとすることで、かえって期せずして彼女の心身が崩れる一因となってしまうこともあった。
物語終盤では動乱終息後、散々抗った末、結局殺しから逃れられない宿命を悟った伊万里を優しく抱きしめる。
最終話では、葉子によれば禁煙を決意したとのこと。
仙崎時光（せんざき ときみつ）
伊万里に指令を下す資産家一族のはみ出し者。巨大学園プロジェクトの中で起こる悪事を消すために伊万里を使っていたが、芳野からはそのことに飽きて、現在は目に付いた悪を消すことに伊万里を使っていると見られている。
殺し屋女子たちを交戦させないようパワーバランスを保とうとする伊万里を酷使したことで彼女の暴走を招き、火車に大打撃を与えられ、自身も学園の執務室で喉元にナイフを突きつけられ伊万里への仕事を手控える約束を交わす。
伊万里の主というキーキャラクターでありながら、姿が描かれるのは伊万里に刃を向けられているワンシーンのみで、影がかかった描写のため顔は不明。このとき一切動じておらず、泰然自若とした人物である。
洲央要（すおう かなめ）
仙崎からの任務を伊万里に伝える連絡員。伊万里が任務を遂行する際、事前のお膳立てや現場の後始末を指揮し、伊万里の任務の遂行を確認するなど、現場監督のような立場である。
物語終盤で伊万里の送迎を行っていたところ、車中で過負荷により暴走した伊万里の相手をする事になってしまい、P90を手に応戦するも死角から撃たれ負傷。その後車を始末し、隠れた伊万里を索敵するが発見出来ず、堤防に出たところを水中に潜んでいた伊万里に射殺される。
死後、実は仙崎の地盤を籠絡すべく彼に近付いたCIA工作員だった事がスクリームの口から明かされた。
火車（かしゃ）
仙崎の私兵部隊。軍隊の特殊部隊に匹敵する精鋭で構成されており、伊万里の暗殺の後処理を担当。
物語終盤で伊万里が州央を殺害したことが仙崎への離反と見なされたため彼女と周辺人物を狙うが、翠・藍、万両組、沙紀の介入により戦力を削られていく。
一ノ瀬葉子（いちのせ ようこ）
伊万里と同じ西東京総合学園に通う同級生。赤味がかったセミロングヘアの少女。制服のスカート丈が非常に短く、初登場時を含め下着が見える描写が多い。
PCやデジタルスキルに長けており、脳医学を独自に解釈できるほど頭脳明晰である。それ故に授業には退屈さを覚えあまり出席しておらず、他の生徒とも話が合わないため学内での人間関係は極めて希薄。
使われていない教室や屋上の電子ロックを勝手に解錠して、そこで一人であることを満喫するという学校生活を送っている。
父親はおらず母親は仕事でほぼ家にいないため家庭内でも孤独で、PCいじりや映画鑑賞に興じて日々を過ごしていた。
ある時、家族の絆をテーマにした映画作品の多さに苛立ちを覚え、人の理性や愛を揶揄的に試すべく映像型のデジタルドラッグ「ホログラム」を作成し、アメリカの会員制のサイトに置いた。
しかし、そのことで麻薬密売グループから命を狙われ、沙紀の口入れを受けた苺たちからも身柄を狙われることになってしまう。
デジタルドラッグを作った動機が金儲けではなく愉快目的だったことが、伊万里に理解を示され見捨てられずに済み、幾度となく命を守られることになる。
後に伊万里の友人になりたいと希望して受け入れられ、共に日常生活を送るようになり、職業兇手でありながら殺しに関わる事に抗おうとする伊万里の在り方に惹かれる。
自身の知見と伊万里の日頃の様子から洗脳とその過負荷に気付いており、伊万里の身を案じて洗脳を解くべく調査や研究に取り組む。
物語終盤で「殺し屋の友人など辞めた方がいいのではないか」と沙紀から覚悟を試される問いかけを受けるが、友情は変わらないとして伊万里のそばにいる事を選んだ。
最終話では医療機器などを製作している機械メーカーに就職しており、横浜のカフェ・ド・ラ・ペでの会合に参加する伊万里を車で送迎する。芳野の仕事を時折手伝っており、技術の高さに驚嘆している。
会合が済んだ後、葉子が伊万里と手をつないで歩き出すところで物語は幕を閉じる。

### 万両組と周辺人物
横浜の暴力団で、東京にもルートを持つ。表向きは不動産業および住宅斡旋業。主な資金源はアイスとエクスタシーの密売で、他に株取引やお嬢様女子高生を専門にした高級売春組織の運営もしている。
万両苺（まんりょう いちご）
「万両組」の跡取りであり、事実上の組長である女子高生。私立聖モシカ女子高の生徒。濡烏の髪をおかっぱに切り揃え、縁無しの眼鏡をかけ、派手な指輪や時計を身につけている。蓮華や南天、梅花からは「姫」と呼ばれている。
職業柄、頭の回転と記憶力が良く、特に顔と声が一致した人間は忘れない。何かと逆上しやすく、すぐに不機嫌になる短気な性格だが、状況に応じて自分を抑える冷静さも持ち合わせている。
立場上、組の利害が絡んだ物事には殊の外に敏感で、「害を為す」と判断した場合には、蓮華と南天を動かし殺人も込みの暴力を行使することも厭わない。
戦闘能力は皆無に等しいものの政治力や胆力、状況判断等、リーダーとしての才覚は図抜けており、彼女の器量で「万両組」は横浜での地盤を不動のものにしている。かつて沙紀から仕込まれ毒薬の扱いに長けている。
幼馴染でもある蓮華と南天とは、相互に深い信頼と情愛を寄せ合う仲。揃って同性愛者であり、2人を相手にいつも3Pしたり、同級生の山王寺の虐めを返り討ちにしたあとに性奴隷にしたりしている。
癒着はするものの、基本的に大の警察嫌い。しかし、みのりだけは「調子の狂う相手」と言いながら気を遣い接している。
伊万里に対しては、ルートを潰された事に加え個人的感情もあって殺したがっているが、過負荷で伊万里が潰れるのは時間の問題であると読んでおり、交戦し損耗するよりも自滅を待つことを選択する。
翠・藍も同様の理由で殺したがっていたが、隆一の死後、殺人技術向上のため荒事を引き受けようと二人が万両組に接近したため関係が変化。身内の梅花が狙われた件を助力によって解決した事から、借りを返すとともに隆一の器量と二人の実力を認め、希望通り仕事をあてがい反目し合いつつも利害の一致から共闘するという関係になる
物語終盤の動乱では、芳野や葉子を守ってほしいという伊万里の願いを怒りを表しながらも渋々聞き入れ、組の総力を動員していずれ戦うと見越していた火車に攻撃を仕掛け、伊万里のテリトリーで事の始末をつけるべく西東京総合学園まで戦線が移動するよう取り計らう。
最終話では変わらず組のトップとして登場。カフェ・ド・ラ・ペでの会合に参加しており、かつてと同じように伊万里、翠・藍に対しあからさまな苛立ちを見せる。会合終了後は上野に向かうことになっており、東東京のルートが復活したことが示唆される。
市井蓮華（いちい れんか）
苺の護衛でクラスメートの女子高生。「万両組」の組員からは、さん付けで呼ばれている。金髪碧眼が特徴でウクライナ系のハーフだが、本人は「日本人」としてのアイデンティティを持っている。
髪の毛をドクロの髪留めでバックに纏め、背中にオールドスケータースタイルなスカルのグラフティがあしらわれたピンクのパーカーを制服の上から着込み、スニーカーはVANSのスケートハイを愛用している。
レズビアンで苺にベタ惚れしており、苺に街中でもキスしたりセックスに誘ったりしている。
苺の命令を無視して個人的な興味から戦いを優先してしまうこともあるような、戦闘狂とも言える性格。父親（故人。ギャンブル好きでバカラで借金を作り、登山が趣味だったが遭難して死亡。）が殺しの師であり、強敵に出会うと何かと引合いに出し比較する。父親譲りのギャンブルや金銭に対する強い欲があり、翠・藍が万両組に接近した際に隆一が二人に遺した500億の資産を狙って1対2の決闘を挑んだ。（しかし、制限時間内に攻撃をしのぎ切られてしまい、万両組が抱えた荒事を回すという翠・藍の希望が聞き入れられる事となった。）
ナイフやマシェットを使って戦うスタイルを好み、バイクに乗った敵をすれ違い様にバラバラにするなど腕前は相当なもの。
状況に応じて重火器も使用し、物語終盤で火車と交戦した際にはRPGで戦闘ヘリを撃墜している。
最終話では変わらず苺の護衛として登場。カフェ・ド・ラ・ペでの会合に参加しており、CIAを取り込むなど権力が肥大し続ける伊万里を畏怖する。
佐久良南天（さくら なんてん）
苺の護衛でクラスメートの女子高生。「万両組」の組員からは、さん付けで呼ばれている。大柄で鍛え抜かれた身体に、栗色のロングヘアと巨乳の持ち主。容姿から援助交際目的で声をかけられる事が多く歌舞伎町のような歓楽街を嫌っている。
あっけらかんとしたやや幼稚な性格で、蓮華ほどの戦闘狂ではないが強者との戦いを楽しむタイプ。
蓮華とは息の合ったコンビであり、何かにつけ暴走しやすい彼女の押さえ役でもある。レズビアンで苺にベタ惚れしているが、蓮花との訓練中に流れで行為に及ぶこともある。
人間離れした怪力の持ち主で、車のナンバープレートを片手で引き剥がしたり、大の男を抱え上げたり出来る。
これは小学一年の頃から万両組の武器係であった父親の手伝いで、ガサ入れ対策の度に銃火器などが詰まったトランクを幾つも担いで運んだりしている内に養われたもので、後に南天の才能を見出した蓮華の父親から格闘術の手ほどきを受けた。
刃物や振り物によらない肉弾戦を好んでおり、相手を一瞬で戦闘不能にする打撃や極め技を使用。梅花が複数の輩に襲われていた際には、通りがかりついでに秒殺し、武器の価格交渉で苺とカルテルが揉めた際には、相手の護衛である元ヘビー級格闘家をメリケンサックによる連打で瀕死の状態に追いやっている。
時折、アンバークイーンの息が掛かった賭け地下格闘技イベントのファイターとしてリングに上がることもある。
銃による武装を命じられた際にはナイツPDWを使用し、集金のような場に赴く際にはS&W M360PDをコンシールドキャリーしている。
(本当は自分と同じ名前の S&W SAKURA M360Jを欲しがっていたが、日本警察採用モデルということで却下)
自身の機転により万両組がクリプトナイトを吸収し系列組織としたとき、トップの座に就く筆頭候補に挙げられていたが、本人が苺と共に過ごす時間を優先したため、暫定的にトップを務めていた梅花が役割を続投する事となった。
最終話では変わらず苺の護衛として登場。カフェ・ド・ラ・ペでの会合に参加しており、良くも悪くも変わらない自身も含めた殺し屋女子たちの在りように破顔する。
梅花（まいか）
万両組の情報収集担当。苺たちと同じ私立聖モシカ女子高の生徒だが、情報屋の仕事が生活の中心で学校にはほとんど通っていない。跳ねた髪が特徴のボーイッシュな少女。
レズビアンであるような描写は無いが、蓮花・南天と同じく苺を「姫」と呼び、手にキスをする等、堅い忠誠を誓っている。
尾行など仕事中は電話に出られないことが多いため、連絡をとるのは早朝になってしまう。移動には自転車を愛用している。釣りが趣味で、本人曰く「釣り以上に大事な事はない」との事。
情報収集や金策では才を発揮するが荒事は専門外。しばしば敵対勢力に襲撃に遭っているがまったく抵抗出来ず、蓮華や南天、果ては翠・藍にも心配される。グロテスクな物事への耐性も極端に低く、小説版では潰された死体を見るや嘔吐している。
翠・藍が万両組の仕事を引受ける際はフロント役を担う。
後に万両組が吸収したクリプトナイトのトップとなる。
綾瀬せつな（あやせ せつな）
苺の幼馴染みの女子高生。「聖モシカ・インターナショナルスクール」の生徒会長を務める帰国子女で、国際バカロレアのディプロマプログラムを満点でパスしたほどの才媛。
神奈川県警トップの娘で、苺とは父親同士の繋がりで幼い頃に知り合った。髪型はボブカット。ヘビースモーカーで良くタバコをくわえており、KOOLを愛煙。
賢く人当たりの良い飄々としたお嬢様だが、本性は尊大で傲慢な野心家頭で、非常に裏表の激しい性格である。苺にはどんな条件でも相手を信用させてしまう能力を持つと評されており、お嬢様女子高生からなる高級売春組織「アンバークイーン」を任されている。
幼い頃から格上の友人であった苺を越えるべく、偽情報を用いて翠・藍をけしかけ抹殺し地盤の乗っ取りを画策したが、2人には信用されずに失敗に終わり、逆に命を狙われて負傷する羽目に陥いる。
しかし、鷹揚に彼女の裏切りを許した苺によって、翠・藍の追撃をかわすためにアメリカへ放逐される。
最終話では帰国しており、伊万里によれば東京ではない地方都市で薬物のルートを確立しているとのこと。髪型に大きな変化はないが、色の濃いシャツとネクタイにスーツという筋者のような服装をしている。
マリア
せつなの護衛で同じインターナショナルスクールに通う女子高生。金髪ショートカットで太い縁の眼鏡をかけており、巨乳。せつなをはじめ、仲間からは「マー」と呼ばれることが多い。
アメリカのシールズ隊員の娘で、親から銃器の扱いや戦闘技術を仕込まれた。アフガニスタン戦線でその親を失い、無頼となっていた所を苺に拾われ、彼女の斡旋でせつなの護衛となる。
移動手段はバイクで、せつなの足代わりも担当する。運転技術は非常に高く、アンバークイーンの客が下手にゴネた際には、部屋に直接バイクで乗り込みH&K MP5で事を片付ける。
苺に拾われた身でありながら彼女への忠誠心は希薄で、せつなを自らの「王」と信奉しレズビアンの関係でもある。せつなが苺の地盤を乗っ取る計画を立てた際には積極的に助力した。
計画が頓挫した後、せつなと共にアメリカへ放逐される。
最終話では帰国しており、変わらずせつなの護衛を担当。髪が若干伸びており、ボア付きのジャケットにデニムパンツというバイカーらしい出で立ちになっている。

### CIA
紅雪（べにゆき）
スクリームとコンビを組むCIA（作中における通称は「カンパニー」）の殺し屋少女。伊万里を育てた中国の組織に殺し屋「イーグル（白頭鷲）」として育てられた。
伊万里ほどではないが小柄な体格で、白い髪が特徴。翠曰く、殺し屋業界的にはちょっとしたアイドル的存在。
「キッシシ」という独特の笑い声や、想定外の事態に際したり理不尽な目にあった時に発する「フジャッケンナ！」という悪態など、言動に特徴がある。
自身を「サマ」付けで呼び、最強の職業兇手と豪語する尊大な性格。殺しの際は返り血が目立たないように赤いパーカーを着ることが多いが、本人によれば「基本そんなヘマはしない」とのこと。
標的を狙う際に変装することもあるが実力者には見破られており、伊万里と沙紀からは無意味とさえ評されている。
CIAの命で伊万里に変装して芳野を襲撃したのが初出。このとき居合わせた翠と藍に応戦されるも、持ち前のスピードで両者を圧倒。優勢であったが二人の実力を認め、殺すのを惜しんで撤退する。
以降のエピソードでも度々登場し、様々な人物の襲撃、殺害を行う。デザートイーグル10インチモデルを使用。
伊万里とは、沙希を羽田空港付近の立体駐車場で襲撃し、あと一歩のところまで追い詰めたところで介入され初めて交戦。共に超人的なスピードを駆使して互角に戦うが、ナイフで切りかかった隙に身体を担がれてしまい屋外に投げ飛ばされあえなく退場した。
物語終盤では、州央が殺害された事によりCIAの仙崎籠絡計画が頓挫しかかっため伊万里と再び交戦する。「鳥」の名を冠する職業兇手としての在り方を説き、持てる力の全てをぶつけ戦いに臨むが、戦闘中にスイッチが入り自身を越えるスピードを伊万里が発揮したため徐々に追い詰められ敗北。空中に跳ね上げられ落下してきたところをナイフで抉られとどめを刺されるはずであったが、直前で伊万里が一線を守り、同時に彼女の肉体にも限界が来たため命は無事だった。戦闘終了後は素直に敗北を認め、伊万里に治療を施して芳野と葉子が無事である事を伝え、西東京総合学園まで共に米軍ヘリで向かう。道中で「鳥」の名を冠する職業兇手として育てられた者たちが、心身に許容量を超えた負荷が掛かった際に見る、何か一つ身体機能を持っていかれるという「ひまわり畑の夢」についての話をする。
最終話では仙崎の側に逆籠絡されたことが梅花の調べで明らかになる。
スクリーム
CIAの女性工作員。紅雪に殺しの指令を出す監視兼お守役。態度は高圧的で、脅しや命令のような口調で話す。外見から芳野や紅雪にはビッチ呼ばわりされている。
芳野や伊万里がCIAに不都合な事を起こすため都度警告に訪れているが、聞き入れられることは一度として無かった。
最終話では紅雪と共に仙崎の側に逆籠絡されている。
スタートレック
アフガニスタンで陸特を指揮していたCIA工作員。頭髪をツーブロックに刈り上げた大柄な白人男性。
デジタルドラッグ「ホログラム」が自分のルートやドラッグ密売の不文律を乱すと考え、葉子の抹殺を画策。仙崎と揉めないよう伊万里に計画を予告し、直後に雇った沙紀らを差し向けた。
翠と藍によって五角商事の麦澤会長が殺害され、日本における後ろ盾を失ったことから自身が命を狙われる羽目になり、最後はスクリームに変装した紅雪に殺される。

### サハリンマフィア
姉ちゃん
情報機関あぶれの女幹部。自身はサハリンを動かず少年少女を洗脳し殺し屋に仕立て、報酬を貢がせて儲けている。梅花は女王蟻と評している。
ラスベガスで遊んでいる最中、CIAの命を受けた紅雪に襲撃され死亡。
サハリンマフィアが絡んだ一連の騒動のキーパーソンだが名前のみの登場がほとんど。描かれたのは紅雪に殺害される1コマのみで、水着の後ろ姿であったため顔は不明である。
ケムリ
「姉ちゃん」に洗脳された背の低い少年の殺し屋。「姉ちゃんの治療代を稼ぐため」という理由で仕事を請け負っていた。M4カービン系列の狙撃用タイプを使用。
高所から狙撃するが腕は良くなく数発で諦め姿を消すのが特徴で、通り名はそれに由来する。伊万里にも名を知られている。
依頼により伊万里を狙うが、居合わせた翠に対物ライフルで狙撃されて死亡。
アレクセイ・ラズコフ
サハリンマフィアの下級幹部。安価なメタン系錠剤の新規ルートを横浜で開拓するよう命じられ一団を引き連れて日本に入ったため、ルートの食い合いから万両組と水面下で抗争状態になり、薬物の原材料が西東京総合学園で製造されていたため仙崎の命で伊万里も動く事となる。また、外国マフィアの流入を快く思わない隆一からも目を付けられ、翠・藍が殲滅のために横浜に入る。
基香の働きもあって、南雲と合流し原材料の受け取りには成功するが、それを預かり戸塚で待機していたチームが翠・藍の襲撃により全滅し原材料を奪われてしまい、横須賀にいた幹部も万両組に殺害され撤退を余儀なくされる。
箱根のホテルで逃亡の準備をしていたが、伊万里に襲撃され死亡。
南雲正臣（なぐも まさおみ）
西東京総合学園の化学科非常勤講師。サハリンマフィアの協力者で、学園内の施設で彼以外知りえない方法で薬物の原材料を精製し、売り手の手引きを行う。
ラズコフらとの取引が消滅した上に、独断で売込みを掛けていた万両組からも交渉を拒否されてしまい、基香に八つ当たりしていたところを伊万里に襲撃され死亡。
佐伯基香（さえき もとか）
「姉ちゃん」が南雲に譲り渡した武装護衛。表向きは西東京総合学園の3年生で、伊万里とは同学年。
殺人の精神的負荷をセックスで和らげるようマインドセットが施されており、一仕事する度に南雲と行為に耽っている。
戦闘では投げナイフと遠心力を利用して切りつける大型ナイフを使い、伊万里の射線を躱すほど俊敏な動きを見せたが、跳弾を狙った戦法に対応出来ず敗北。
戦闘終了後、伊万里からの問いかけにより「姉ちゃん」の死を受け入れた事で洗脳が一気に解け、残された学校生活を普通に過ごす事を希望して、物語から退場する。

### 五角グループ関連
沙紀（さき）
15社からなる企業グループの五角グループの仕事として標的抹殺を一手に引き受けている、首都圏最高クラスの殺し屋。元自衛官で五角グループ大幹部の私生児。
グループの一つである五角地所からの指令で透野隆一の妻子を殺害した犯人であり、そのことを突き止めた藍と翠の動きを察知し、先んじてサイモンと隆一を殺害する。
巨乳と抜群のスタイルの持ち主。ショートカットであるが、普段はロングヘアのウィッグで変装している。
大幹部たちのことは「パパたち」と呼び、その実力に加え殺し屋とは思えないほどの容姿端麗さで気に入られている。かつて苺に毒術を仕込んだ師匠的な人物でもある。
作中最強クラスの腕前を誇り、銃、体術、爆破、毒術などあらゆる殺人術に精通し、自身を仇としている翠・藍をしてさえ「我々の技術は沙紀に劣っている」と言わしめた。
自身の楽しみを何より優先させる無邪気で派手好きな性格で、標的排除の際に無関係の人間を平気で巻添えにするなど、他人の命には全く頓着しない。
性格故に、享楽的な一面をひけらかす軽口で他者の逆鱗に触れる事がしばしばあり、代々木公園で主要メンツが一同に会した際はそれが元で苺に見限られてしまい、紅雪と交戦した際には彼女が自分を楽しませる駒の一つであるかのような物言いをして落命しかけている。
様々な個性を持った殺し屋女子たちが睨み合っている状況を心から楽しんでおり、「一生楽しめる映画を見つけた気がする」と発言している。
芳野とは旧知の間柄で、物語終盤では葉子も交えて会食しており、翠・藍が仕留め損ねた火車の構成員を隠れて始末した際には荻窪の自宅でコーヒーを振る舞われている。
「デストロ016」では主人公を務め、自衛官になる前(高校生)から殺し屋をしていたことが判明する。なお、この時期のロングヘアは地毛である。
和泉蝶子（いずみ ちょうこ）
汐留のマンションで沙紀と同居している女性。情報面で沙紀をサポートしており、殺し屋や標的等の動向、誰が賞金首になったか等、様々な裏社会の出来事を沙紀に伝える。
沙紀が仕事をする際には現況を把握して指示を出すなど観測員的な役割もこなしており、防犯カメラやスマートフォンからアップされた後々証拠として扱われるような不都合な動画データを破壊する作業も行う。
仕事部屋には多数の大型モニターやPC等の電子機器が設置されている。みのりとは旧知の仲で、時々彼女が蝶子宅に遊びに来ている。
「デストロ016」では、IT業を営んでいた親が反社会的勢力から借金して逃げたため、出会い系サイトの管理、運営、集客などシノギの片棒を担がされ、ノルマ未達で暴力を振るわれていたところを沙紀に救われる。
蛍田みのり（ほたるだ みのり）
警視庁生活安全部少年事件課の女刑事。階級は巡査。伊万里や苺とは顔見知りで、気が弱そうでどこか抜けたところのある、親しみやすい印象の警察官らしからぬ女性。
殺し屋に気配を気付かれず接近でき、意図せず殺し屋を集めてしまう性質の持ち主。伊万里や警察嫌いの苺ですら「みのりちゃん」と呼んでおり、なるべく彼女の前では素を出さないようにしている。
代々木公園で主要メンツが一同に会した際、自身が沙紀と同じく五角グループ大幹部の私生児であり、五角に情報を流す悪徳警官である事を明かす。
五角の人間として命を狙われる身でありながらも、翠・藍とファミリーレストランで談笑交じりに会食するなど相当に人当たりが良い。
「デストロ016」では、沙紀に関わるまで元ボクサーの半グレである叔父に虐待を受けていたところ、沙紀が叔父を仲間もろとも全滅させた。
麦澤（むぎさわ）
五角15社グループの一つ「五角商事」の会長。肥えた中年男性。
翠・藍が、隆一の妻子が五角の差し金で殺害された情報を掴んだ後、初めて狙われた人物。松濤の自宅にいた人間を皆殺しにされ、沙紀を動かす材料とするため、自身は生きたまま解体され死亡。

### その他の人物
ボス・ディアス
南米マフィアのボス。性行為に応じる武装メイドを新たに入手した事からを隆一に翠・藍売り渡す。屋敷で隆一と対面した際に彼が事前調査した金額よりも法外な価格を提示しており相当がめつい。
翠・藍の解除コードが隆一に知られており、2人に屋敷にいる人間を皆殺しにするよう命じられてしまったため、部下を全滅させられ自身も殺害される。
山王寺
私立聖モシカ女子高の生徒。親がデベロッパーのお嬢様で、苺とは同学年。蓮華、南天を引き連れている苺を「権力を誇示している」として快く思っておらず、苺をトイレに閉じ込めホースで水をかける嫌がらせを行うが、全く相手にされなかった。
このとき暴走族リーダーの彼氏をけしかけ万両組のルートを脅かす捨て台詞を吐いた事で苺の逆鱗に触れてしまい、彼氏は殺害され自身は金づる兼性奴隷となってしまう。
楊(ヤン)
中国の精神医学教授。伊万里の洗脳の件で芳野が相談を持ち掛けたが、「鳥」の名を冠する職業兇手を生産する組織への介入をよしとしないCIAによって面会は反故にされており、代わりにスクリームが二度と洗脳の件に関わらないよう警告に現れた。
芳野がこれを強く拒否したため、CIAの命を受けた紅雪と治療のために芳野の自宅を訪れていた翠・藍が交戦する事になる。
ヘレナ
地下格闘技イベントでの南天の対戦相手。筋骨隆々とした黒人の血を引くドレッドヘアの女子高生。
南天に対し予告KOを行うが、試合開始直後に膝蹴りを捌かれそのままボディへの連打を受けて失神する。
チョコ
コロンビアカルテル日本支部のフロント企業「クリプトナイト」の監視役。カルテルの本業である薬物や武器弾薬等の密売を担い、場合によっては殺しの依頼も請け負う。
超人的なスピードを誇る単体の殺し屋とされているが、実は双子で、片方が敵から隠れつつ上手く連携する事によりそのように見せかけている。
五角の口入れで翠・藍と交戦するが、早々にトリックを見破られ二人とも死亡。
後に「クリプトナイト」は事を嗅ぎつけた万両組に取込まれた。

### ノベライズの登場人物
六ツ木夏乃（むつぎ なつの）
ノベライズ「ハンマーレイジ」の主人公。町工場「ムツギ製作所」を営む家の一人娘で、神奈川県立A高校中退の17歳。ウェーブの掛かった背中まで伸びた髪と、透き通るような白い肌が特徴の華奢な少女
万両組系列ヤミ金の債務者であった父親の工場が経営破綻し、それによりヤミ金に両親を殺害されてしまったことから、ヤミ金、ひいては万両組の関係者全てへの復讐を決意する。
ケンカや街遊びにさえ縁が無いような大人しく物静かな女子高生に過ぎなかったが、殺人の素質は天性のものがあり場数を踏む度に爆発的に腕前を上げていく。腕力は十人並みだが、殺人を行う際は強烈な自己暗示がかかった状態になり、遠心力や体捌き等を駆使して得物の組立式大型ハンマーを手足のように操る。非常に用意周到で、標的の日常生活や動向、性格等を綿密に調べ上げたうえで、状況を整え機会を窺い確実に仕留めるのが常套。標的の情報を記憶に定着させるために、調査内容をメモした紙を破り丸めて飲み込むというルーティンがある。
上述のやり口で万両組の関係者を次々と殺害していった上、立体駐車場で集金を行っていた南天の腕を砕き、南天の治療先で待ち伏せていた蓮華にもとっさの機転で会心の一撃を見舞って、両者に戦闘不能レベルの重傷を負わせる。
しかし、蓮華・南天が戦線離脱した事によって、全く事前情報の無い翠・藍が苺の護衛につく。苺と組員らが待機した本牧埠頭におびき出されて日本刀を手にした翠の相手をする羽目になってしまい、戦闘経験とパワーの差を痛感させられる中ギリギリの攻防を演じるも、後ろ回し蹴りのにクリーンヒットによりあっけなく敗北。
復讐を果たせなかった事に絶望し自身を殺すよう迫るが、苺の取りなしにより氏家を眼前に引きずり出され彼を殺害、遂には両親の仇を討つに至る。
苺に職業兇手としての可能性を見込まれており、その後は蓮華・南天に並ぶであろう存在として万両組に取り込まれるはずであったが、夏乃がまだ殺しに染まりきっていないと判断した伊万里の介入により一般社会へ帰還した。
エピローグでは国道沿いのシアトル系カフェでアルバイトをしている。
氏家慎二（うじいえ しんじ）
夏乃の協力者。爬虫類のような顔をした筋者風の男。万両組の動向を探り、必要であれば暗視スコープやスタングレネード等の物品を用立てる。殺しの際は運転手兼指揮官として、現場近くに車で待機し夏乃に指示を出す。
夏乃がヤミ金の事務所で構成員を殺害していた現場に出くわし、債務者を騙り万両組を敵視する組織に属していることを動機として共同戦線を張るよう夏乃に話を持ち掛ける。
しかし実際は万両組の系列組織「万両ファイナンス」の専務であり、夏乃の親を殺害した張本人。過重なノルマに苦しんでおり、夏乃を利用し万両組の転覆を企てていた。
逃水の意思を継いだ梅花の調査により裏で夏乃を操っていた事が判明。翠に敗北した夏乃の前に拘束された状態で引きずり出されて素性や行状を暴露され、自己弁護や命乞いをするも夏乃によってハンマーで嬲り殺しにされる。
真鍋（まなべ）
万両組の構成員。五十代。先代の頃から長らく組を支えてきた最古参で、苺からの信頼は厚い。
組がアジアの組織と取引した際に苺から貰い受けた、グリップに螺鈿が施されたシルバーのガバメントを愛用。部下であった佐々岡と三崎を殺され復讐を誓うが、移動中に夏乃に襲われ乗っていた車ごとハンマーで潰されて死亡。
佐々岡（ささおか）
万両組の構成員。三崎と共に、一連の"万両潰し"の最初の犠牲者とされる。死体はハンマーで執拗に叩き潰されており、苺はその様をマルゲリータピザに喩えていた。
三崎（みさき）
万両組の構成員。佐々岡と同様のやり口で夏乃に殺される。
橘（たちばな）
万両組の系列組織「万両レジデンス」の構成員。横浜駅付近のホテルに滞在していたところ、夏乃の襲撃を受け殺される。死体は頭部を潰されて磔にされており、壁には自身の血で「万両」「鉄槌」の文字が書かれていた。
石嶺（いしみね）
「万両ファイナンス」の構成員。眼鏡をかけた小太りの中年男性。橘が殺害されたという一報を受け、中華街外れの雑居ビルから脱け出して裏路地を逃げるが、待伏せていた夏乃の色仕掛けに乗ってしまい殺される。
逃水（にげみず）
横浜界隈を根城にする情報屋。複数の通り名を持っており「逃水」はその一つ。万両組との付合いは長く、真鍋とも旧知の間柄。
梅花の師匠的な人物で、「機を待って必要な情報を逃さず入手する」という素地を養えるように釣りを趣味として薦めたのも彼である。
存在を悟られないことを仕事の信条としており、変装が得意。中年サラリーマンに化けた際には梅花ですら注意を凝らしてやっと本人であると気付けたほどである。
変装道具の調達という仕事の目的に加え人間観察への興味から、自身の趣味はリサイクルショップ巡り。銃はサプレッサー付のワルサーPPKを使用。
一連の"万両潰し"の犯人が夏乃であり更には黒幕がいる事を突き止めて、八景島近くの岸壁で梅花に情報を伝えるが、その場に夏乃が現れてしまい、梅花を逃がし自身は殺されてしまう。

## 書誌情報
- 高橋慶太郎『デストロ246』小学館〈サンデーGXコミックス〉、全7巻
  1. 2012年10月24日発行（2012年10月19日発売[9]）、ISBN 978-4-09-157325-4
  2. 2013年5月22日発行（2013年5月17日発売[10]）、ISBN 978-4-09-157348-3
  3. 2013年12月22日発行（2013年12月17日発売[11]）、ISBN 978-4-09-157365-0
    - （イラスト集付き初回限定版）同日発売[12]、ISBN 978-4-09-941825-0

  4. 2014年7月23日発行（2014年7月18日発売[13]）、ISBN 978-4-09-157383-4
  5. 2015年2月24日発行（2015年2月19日発売[14]）、ISBN 978-4-09-157408-4
  6. 2015年10月24日発行（2015年10月19日発売[15]）、ISBN 978-4-09-157428-2
  7. 2016年6月22日発行（2016年6月17日発売[16]）、ISBN 978-4-09-157449-7
    - （イラストカード付き限定版[注釈 5]）2016年6月15日発売[17]、ISBN 978-4-09-941872-4

- 著者：藤原恒介、原作・イラスト：高橋慶太郎『デストロ246 ハンマーレイジ』小学館〈サンデーGXコミックススペシャル〉、全1巻
  - 2019年2月24日発行（2019年2月19日発売）、ISBN 978-4-09-179294-5